# Tropidophis pardalis
Tropidophis pardalis là một loài rắn trong họ Tropidophiidae. Loài này được Gundlach mô tả khoa học đầu tiên năm 1840.